# Brobizz
Brobizz, av företaget skrivet BroBizz, är ett danskt system för elektronisk betalning i automatiska betalstationer. Brobizz grundades 2008 och utvecklas och förvaltas av Brobizz A/S, ett helägt dotterbolag till Sund & Bælt Holding A/S. Sund & Bælt är ett aktiebolag, helägt av danska staten.

## Funktion
En Brobizz är en trådlös sändare som placeras på insidan av bilens vindruta, och gör att man snabbt kan passera automatiska betalstationer.  Förutsättningen för att kunna få använda tjänsten som privatperson i Sverige är tillgång till betal- eller kreditkort. Brobizz kan användas för betalning på broar, färjor och andra automatiska betalstationer i Skandinavien. Både Stora Bältbron och Öresundsförbindelsen använder Brobizz. Med en Brobizz kan man också betala för parkering på flygplatserna Köpenhamns flygplats och Billunds flygplats. Systemet används också av Forsea på färjelinjen Helsingborg–Helsingör.

### Skandinavien
Brobizz är en del av samriskföretaget Easygo. Genom Easygo-samarbetet gäller Brobizz som betalning vid automatiska betalstationer i Skandinavien. Det norska systemet Autopass ingår också i detta samarbete, och Brobizz kan därmed användas på norska betalvägar. Svinesundsbron mellan Sverige och Norge använde Autopass till dess att vägtullarna på bron upphörde 2021-03-15.
Som del av en pågående vägtullsreform i Norge ska utställar-/betalningsförmedlingsrollen skiljas från vägtullsoperatörerna. Brobizz har ansökt som Autopass utställare.

### Europa
Brobizz är också det första företaget i Skandinavien som har registrerats som EETS (European Electronic Toll Service)-utfärdare. EETS-direktivet har som mål att en elektronisk sändare, som till exempel en Brobizz, ska kunna användas för betalning på samtliga avgiftsbelagda vägar i EU/EES.
Brobizz A/S har inlett samarbetssamtal kring betalvägar i Polen och Frankrike.

### Paybyplate
Den 21 mars 2018 introducerade Brobizz A/S ANPR (automatic number plate recognition) och det blev möjligt att använda registreringsskylten för identifiering. Med tjänsten PayByPlate får man tillgång till samma fördelar som med en Brobizz-transponder. Initialt kan produkten endast användas på Stora Bältbron.
Paybyplate erbjuds till danskt registrerade personbilar under 3500 kg med vanliga registreringsskyltar.